# Guardando le stelle
Guardando le stelle è un film del 2008 diretto da Stefano Calvagna, incentrato sui disturbi psicologici e sugli attacchi di panico.

## Trama
La pellicola narra dell'incontro tra Mauro, agente immobiliare sposato a una donna dalla quale si è separato dopo il trauma conseguente all'aver lasciato cadere, per una tragica disattenzione, il proprio figlio Davide dal balcone di casa, una sera che insieme erano usciti a guardare le stelle, trasferitosi ad Imola da Roma dopo aver scontato la pena di omicidio colposo aggravato in carcere, e Isabella scrittrice milanese di successo, bloccata tra le mura della propria casa dopo uno stupro subito a seguito di un'incontro. 
Grazie a questa frequentazione loro due scoprono dei lati di loro stessi che non conoscevano.

## Produzione
Il film è stato girato in Emilia-Romagna a Bologna ed Imola, la colonna sonora è stata affidata al cantautore Ron.

## Distribuzione
Uscito nelle sale nel 2008, successivamente è stato acquistato da Prime Video.